# Progetto Babele
Progetto Babele es una revista literaria italiana fundada en el 2002 por Marco Roberto Capelli. Se distribuye por internet en formato PDF o en el más tradicional formato en papel. Cada número (de unas 70 páginas) contiene relatos, poesías, monografías, comentarios de libros, sitios web de contenido "literario" y artículos de crítica.  

## Autores
Un gran número de escritores profesionales han presentado sus trabajos en la revista, entre ellos: Isabella Bossi Fedrigotti, Gordiano Lupi, Alda Teodorani, Loriano Machiavelli, Nicoletta Vallorani, Corrado Augias, Antonio Caron, Fernando Sorrentino, Michael Hoeye, Francesco Gazzè, Cinzia Tani, Giuseppe Lippi, Valerio Evangelisti, Stanislao Nievo, Nanni Balestrini, Arturo Pérez-Reverte y Tullio Avoledo.